# Camerata da Irlanda
A Camerata da Irlanda é um conjunto de música de câmara. O primeiro concerto do grupo aconteceu em 1999. A orquestra é conduzida pelo seu co-fundador Barry Douglas.